# (5856) 1994 AL2
(5856) 1994 AL2 (1994 AL2, 1977 AB1, 1990 BW2, 1991 JP2, 1992 QK1) — астероїд головного поясу, відкритий 5 січня 1994 року.
Тіссеранів параметр щодо Юпітера — 3,350.